# (6115) Martinduncan
(6115) Martinduncan (1984 SR2) – planetoida z pasa głównego asteroid okrążająca Słońce w ciągu 3,33 lat w średniej odległości 2,23 j.a. Odkryta 25 września 1984 roku.